# Kościół Asakusa
Kościół katolicki Asakusa (jap. カトリック浅草教会 Katorikku Asakusa kyōkai) lub kościół pw. św. Pawła – kościół parafialny w Tokio (dzielnica Taitō), w Japonii, należy do archidiecezji Tokio, powstał na miejscu egzekucji katolickich męczenników z 1613.

## Historia

### Pierwsza kaplica
Pierwszy kościół chrześcijański (namban-ji) w Edo (obecnie: Tokio) powstał w 1599. Była to kaplica pw. Matki Bożej Różańcowej wraz z klasztorem, które wybudował franciszkanin ks. Geronimo de Jesus. Po jego śmierci jego misję kontynuował bł. Ludwik Sotelo, przy czym kaplica była centrum ewangelizacji dla ponad 3 tysięcy katolików w rejonie Edo oraz ośrodkiem misyjnym dla północnej Japonii. W 1613  siogunat Tokugawa nakazał zburzenie kaplicy i klasztoru pod pretekstem rozbudowy zamku Edo. Jednak mnisi potajemnie otworzyli nową kaplicę w zwykłej chacie w pobliżu szpitala trędowatych w Asakusa. Gdy władze japońskie dowiedziały się o tym, zakonnicy (wśród nich o. Sotelo) i niektórzy wierni, w sumie 27 osób, zostali aresztowani, a następnie byli torturowani i zginęli śmiercią męczeńską (należą oni do 205 męczenników japońskich, beatyfikowanych w 1867).

### Współczesny kościół
W latach 60. XIX wieku do Tokio przybyli pierwsi misjonarze katoliccy z Francji, ale oficjalną działalność misyjną mogli prowadzić dopiero od maja 1873, kiedy władze japońskie zalegalizowały chrześcijaństwo. Dzięki ofiarności wiernych, misjonarze zakupili parcelę w pobliżu miejsca egzekucji beatyfikowanych męczenników w dzielnicy Asakusa. Wznieśli tam szkołę języków obcych Maikai Gakkō wraz z kaplicą pw. św. Pawła. Rosnąca liczba konwertytów spowodowała konieczność budowy nowego kościoła w pobliżu, który konsekrowano 25 grudnia 1877. Ten kościół spłonął i został odbudowany w 1899. Trzęsienie ziemi w Kantō (1923) spowodowało zawalenie tego kościoła, który jednak został szybko odbudowany w 1925. Z powodu złego stanu technicznego konieczna była budowa nowego, obecnego budynku kościoła, który konsekrowano w grudniu 1987. Wewnątrz znajduje się witraż z 1929 przedstawiający narodzenie, śmierć i zmartwychwstanie Chrystusa.